# Apteranabropsis costulata
Apteranabropsis costulata är en insektsart som beskrevs av Andrej Vasiljevitj Gorochov 2001. Apteranabropsis costulata ingår i släktet Apteranabropsis och familjen Anostostomatidae. Inga underarter finns listade i Catalogue of Life.